# الحملة العثمانية ضد هرمز
الحملة العثمانية ضد هرمز وقعت في الفترة 1552-1554. حيث أرسل أسطول عثماني بقيادة الأدميرال بيري ريس وسيدي علي رئيس من ميناء السويس العثماني للقضاء على الوجود البرتغالي من الجزء الشمالي الغربي من المحيط الهندي، وخاصة حصنهم في جزيرة هرمز.

## الأحداث
تمكن العثمانيون من الاستيلاء على البصرة خلال الحرب العثمانية الصفوية (1532–1555). ثم تمكنوا من احتلال العديد من المواقع المهمة في الخليج العربي. وفي عام 1550، استولوا على القطيف.
في حملة 1552-54، كانت القوة العثمانية تتألف من 4 سفن شراعية، و 25 سفينة قادس، و 850 جنديا، أرسلت من الميناء العثماني في السويس.

## حصار مسقط وهرمز
في أغسطس 1552، نجح الاسطول العثماني من تحرير مسقط بعد أن طرد البرتغاليين من مسقط، (حاليا، سلطنة عمان)، ولكن سرعان ما غادر العثمانيون. كذلك لم ينجحوا في حصار هرمز في سبتمبر 1552.
في نهاية المطاف، تمكن الأسطول من احتلال سواحل اليمن وعدن والجزيرة العربية والسيطرة عليها، حتى شمال البصرة، وذلك لتسهيل تجارتها مع الهند. صعد الأسطول إلى البصرة، ثم ميناء عثماني. لم يتمكنوا من الاستيلاء على البحرين في 1559.
وفي الوقت نفسه، خلال عام 1553، قاد سيدي علي ريس حملة استكشافية ضد البرتغاليين في المحيط الهندي، لكنه لم ينجح.
في أغسطس 1554، تعرض سيدي علي ريس وسفنه لكمين (معركة خليج عمان) من قبل القوات البرتغالية بينما كان يحاول إعادة أسطوله من البصرة إلى السويس.